# Новая Александровка (Полтавская область)
Но́вая Алекса́ндровка (укр. Нова Олександрівка) — село,
Товстовский сельский совет,
Семёновский район,
Полтавская область,
Украина.
Код КОАТУУ — 5324587607. Население по переписи 2001 года составляло 46 человек.

## Географическое положение
Село Новая Александровка находится около большого болота урочище Мерещино,
на расстоянии до 3-х км от сёл Степановка, Буромка и Новоселица.